# Fatiha Benatsou
Fatiha Benatsou, née en 1957 en France, est une haute fonctionnaire française.

## Biographie
Née de parents algériens venus en France dans les années 1950, elle a vécu jusqu'en 1975 dans un bidonville à Aulnay-sous-Bois avant d'entreprendre des cours du soir en plus de divers travaux peu qualifiés (caissière, auxiliaire de vie…). Elle obtient un master en ingénierie des affaires à l'École polytechnique féminine avant de travailler à la Sonacotra puis au secrétariat d'État aux Anciens combattants.
Nommée au Conseil économique et social en 2004, elle devient Préfet déléguée à l'égalité des chances du Val-d'Oise le 4 juin 2009.
Elle est nommée chevalière dans l'ordre national du Mérite en 2005 puis dans l'ordre national de la Légion d'honneur en 2009.

## Œuvres
- Le Rêve de Djamila, Paris, Robert Laffont, 2009, 191 p. (ISBN 978-2-221-11128-4).